# Zhao Rui
Zhao Rui (赵睿S, Zhào RuìP; 14 gennaio 1996) è un cestista cinese.

## Carriera
Con la Cina ha disputato i Campionati mondiali del 2019 e i Campionati asiatici del 2022.